# Biserica de lemn din Budacu de Jos

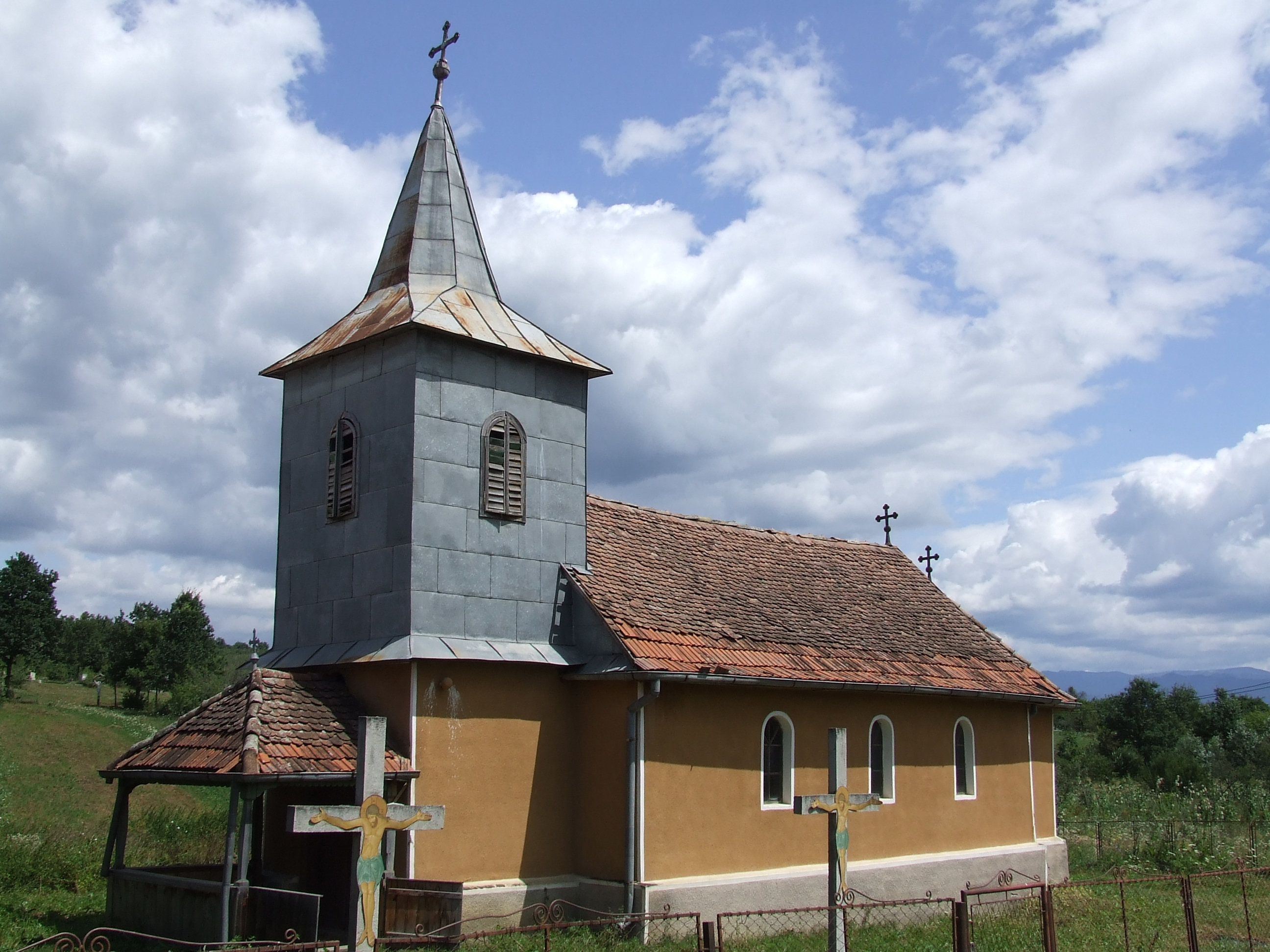
Biserica de lemn din Budacu de Jos, județul Bistrița-Năsăud. Foto: 2009

Biserica de lemn din Budacu de Jos

## Istoric și trăsături
Nu se cunoaște exact anul construirii bisericii. Ea a fost adusă în Budacu de Jos în anul 1924 din localitatea Mureșenii Bârgăului. Are hramul „Schimbarea la Față”. Biserica nu este pictată și se află în stare de conservare. Credincioșii ortodocși folosesc Biserica „Adormirea Maicii Domnului”, fosta biserică evanghelică, ce are o vechime de 450 de ani, monument istoric cod  BN-II-m-B-01624.